# Trésorier d'Australie
Pour les articles homonymes, voir Ministère de l'Économie et des Finances.

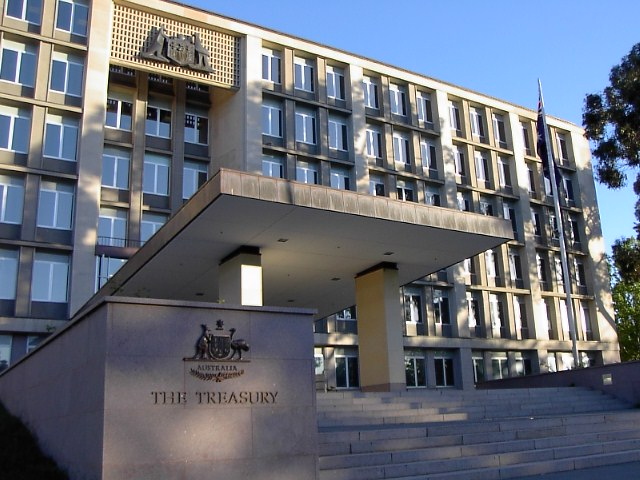
Le ministère des Finances australien à Canberra.

Le Trésorier d'Australie (Treasurer of Australia) est le ministre qui au sein du gouvernement établit le budget de l'État qu'il présente toutes les années en mai au Parlement, perçoit les impôts, paie les dépenses publiques. C'est toujours un député. Il faut savoir qu'il existe en Australie un ministre du Budget (en) (anglais : Minister for Finances) qui est un poste différent de celui de Treasurer of Australia et qui se contente de gérer le budget du gouvernement.
Le Treasurer est un membre important du gouvernement; il est très souvent vice-premier ministre ou vice-président du parti majoritaire qui assure le gouvernement. Pour beaucoup de personnes,[Qui ?] le poste de ministre des Finances est considéré comme le marchepied nécessaire pour devenir Premier ministre. Pourtant seulement six premiers ministres ont assuré le poste de Treasurer avant d'être Premier ministre. 
L'actuel Treasurer est Jim Chalmers.

## Liste desTreasurers of Australia
| N° d'ordre | Treasurer              | Parti                 | Date        |
| ---------- | ---------------------- | --------------------- | ----------- |
| 1.         | Sir George Turner      | Protectionniste       | 1901–1904   |
| 2.         | Chris Watson           | Travailliste          | 1904        |
| –          | Sir George Turner      | Protectionniste       | 1904–1905   |
| 3.         | Sir John Forrest       | Protectionniste       | 1905–1907   |
| 4.         | Sir William Lyne       | Protectionniste       | 1907–1908   |
| 5.         | Andrew Fisher          | Travailliste          | 1908–1909   |
| –          | Sir John Forrest       | Protectionniste       | 1909–1910   |
| –          | Andrew Fisher          | Travailliste          | 1910–1913   |
| –          | Sir John Forrest       | Libéral               | 1913–1914   |
| –          | Andrew Fisher          | Travailliste          | 1914–1915   |
| 6.         | William Higgs (en)     | Travailliste          | 1915–1916   |
| 7.         | Alexander Poynton (en) | Travailliste national | 1916–1917   |
| –          | Sir John Forrest       | Nationaliste          | 1917–1918   |
| 8.         | William Watt (en)      | Nationaliste          | 1918–1920   |
| 9.         | Sir Joseph Cook        | Nationaliste          | 1920–1921   |
| 10.        | Stanley Bruce          | Nationaliste          | 1921–1923   |
| 11.        | Dr Earle Page          | National (Country)    | 1923–1929   |
| 12.        | Ted Theodore (en)      | Travailliste          | 1929–1930   |
| 13.        | James Scullin          | Travailliste          | 1930–1931   |
| –          | Ted Theodore           | Travailliste          | 1931–1932   |
| 14.        | Joseph Lyons           | United Australia      | 1932–1935   |
| 15.        | Richard Casey          | United Australia      | 1935–1940   |
| 16.        | Robert Menzies         | United Australia      | 1940–1941   |
| 17.        | Percy Spender          | United Australia      | 1940        |
| 18.        | Arthur Fadden          | National (Country)    | 1940–1941   |
| 19.        | Ben Chifley            | Travailliste          | 1941–1949   |
| –          | Sir Arthur Fadden      | National (Country)    | 1949–1958   |
| 20.        | Harold Holt            | Libéral               | 1958–1966   |
| 21.        | William McMahon        | Libéral               | 1966–1970   |
| 22.        | Leslie Bury (en)       | Libéral               | 1970–1971   |
| 23.        | Billy Snedden          | Libéral               | 1971–1972   |
| 24.        | Gough Whitlam          | Travailliste          | 1972        |
| 25.        | Frank Crean (en)       | Travailliste          | 1972–1974   |
| 26.        | Dr Jim Cairns          | Travailliste          | 1974–1975   |
| 27.        | Bill Hayden            | Travailliste          | 1975        |
| 28.        | Phillip Lynch (en)     | Libéral               | 1975–1977   |
| 29.        | John Howard            | Libéral               | 1977–1983   |
| 30.        | Paul Keating           | Travailliste          | 1983–1991   |
| 31.        | Bob Hawke              | Travailliste          | 1991        |
| 32.        | John Kerin             | Travailliste          | 1991        |
| 33.        | Ralph Willis           | Travailliste          | 1991        |
| 34.        | John Dawkins (en)      | Travailliste          | 1991–1993   |
| –          | Ralph Willis           | Travailliste          | 1993–1996   |
| 35.        | Peter Costello         | Libéral               | 1996–2007   |
| 36.        | Wayne Swan             | Travailliste          | 2007-2013   |
| 37.        | Chris Bowen            | Travailliste          | 2013        |
| 38.        | Joe Hockey             | Libéral               | 2013-2015   |
| 39.        | Scott Morrison         | Libéral               | 2015-2018   |
| 40.        | Josh Frydenberg        | Libéral               | 2018-2022   |
| 41.        | Jim Chalmers           | Travailliste          | depuis 2022 |

- Les Treasurers Watson, Fisher, Scullin, Lyons, Menzies, Chifley, Whitlam et Hawke ont aussi été aussi Premier ministre pendant une partie ou la totalité de leur poste de Treasurer.